# Puckett
Puckett es una villa del Condado de Rankin, Misisipi, Estados Unidos. Según el censo de 2000 tenía una población de 354 habitantes y una densidad de población de 67.7 hab/km².

## Demografía
Según el censo de 2000, había 354 personas, 136 hogares y 110 familias residiendo en la localidad. La densidad de población era de 67,7 hab./km². Había 151 viviendas con una densidad media de 28,9 viviendas/km². El 96,33% de los habitantes eran blancos, el 2,82% afroamericanos y el 0,85% pertenecía a dos o más razas.
Según el censo, de los 136 hogares en el 39,7% había menores de 18 años, el 66,2% pertenecía a parejas casadas, el 11,8% tenía a una mujer como cabeza de familia y el 19,1% no eran familias. El 18,4% de los hogares estaba compuesto por un único individuo y el 11,0% pertenecía a alguien mayor de 65 años viviendo solo. El tamaño promedio de los hogares era de 2,60 personas y el de las familias de 2,91.
La población estaba distribuida en un 28,5% de habitantes menores de 18 años, un 3,1% entre 18 y 24 años, un 28,5% de 25 a 44, un 27,7% de 45 a 64 y un 12,1% de 65 años o mayores. La media de edad era 37 años. Por cada 100 mujeres había 89,3 hombres. Por cada 100 mujeres de 18 años o más, había 83,3 hombres.
Los ingresos medios por hogar en la localidad eran de 36.625 dólares ($) y los ingresos medios por familia eran 41.000 $. Los hombres tenían unos ingresos medios de 30.179 $ frente a los 21.458 $ para las mujeres. La renta per cápita para la ciudad era de 13.909 $. El 10,8% de la población y el 11,5% de las familias estaban por debajo del umbral de pobreza. El 4,5% de los menores de 18 años y el 18,8% de los habitantes de 65 años o más vivían por debajo del umbral de pobreza.

## Geografía
Según la Oficina del Censo de los Estados Unidos, la localidad tiene un área total de 5,2 km², todos ellos correspondientes a tierra firme.